# Silvina Garré
Silvina Garré (Rosario, 4 de outubro de 1961) é uma cantautora argentina.
Caetano Veloso la dedicou seu livro "Verdade tropical" e declarou que ela é uma das cantoras que melhor interprentam Caetano.

## Premios e Indicações
- 1995 - Premio Konex - Diploma al Mérito (Cantante Femenina de Pop / Balada)[1]
- 2009 - Premio Gardel (Melhor Álbum Artista Feminina Pop)[2]

## Discografia
- 1983: La mañana siguiente
- 1984: Creerás en milagros
- 1986: Reinas de pueblo grande
- 1987: Otro cuerpo más
- 1989: Baglietto - Garré en vivo Teatro Opera
- 1990: Silvina Garré
- 1991: Coliseo ’91 en vivo
- 1995: Nuestro lenguaje sagrado
- 2007: El deseo
- 2008: Canciones sin tiempo
- 2010: Más que loca
- 2012: Trovas rosarinas